# Novaranea
Novaranea es un género de arañas araneomorfas de la familia Araneidae. Se encuentra en Australia y Nueva Zelanda.

## Lista de especies
Según The World Spider Catalog 12.0::
- Novaranea courti Framenau, 2011
- Novaranea queribunda (Keyserling, 1887)